# コータヴィー
コータヴィー (Kotavi) とは、インド神話に登場するアスラ族の女神である。名の意味は「裸の女」という意味である。コータリー、コーッタヴィーとも言う。アスラ族の中ではダイティヤ族に属する。それも単なるダイティヤ族の一員ではなくダイティヤ族の守護女神とされる。夫はアスラ王バリ、子はバーナである。ただし『ヴァーユ・プラーナ』ではバーナの本当の母はアシャナーである。
クリシュナがチャクラで子バーナにとどめを刺そうとしたき裸の姿で両者の間に立って殺害を阻止し、息子を逃がしたが、クリシュナがバーナの腕を切り落とすことまでは阻止できなかったという。
コータヴィーは南インドで特に崇拝され、女神ドゥルガーと同一視されることがある。